# Андромеда XII
Андроме́да XII (And XII) — карликовая сфероидальная галактика, которая находится в созвездии Андромеда на расстоянии 2,90 млн световых лет от Солнца.

## Расположение
Эта галактика входит в Местную группу галактик и скорее всего вращается вокруг Галактики Андромеды.